# Botkier
Botkier är ett amerikanskt företag som tillverkar handväskor och skor. Det grundades 2003 av modefotografen Monica Botkier, som saknade en väska som passade hennes behov. Kollektionerna finns på varuhus som Barneys, Bergdorf Goodman, Bloomingdales, Harvey Nichols, Neiman Marcus, Nordstrom och Saks.